# ワシントン・ポスト
ワシントン・ポスト（英語: The Washington Post）は、アメリカ合衆国ワシントンD.C.で発行されている日刊紙である。ワシントン都市圏で最も多く発行されている新聞であり、アメリカ全土にも多くの読者がいる。日刊のブランケット版はワシントンD.C.、メリーランド州、バージニア州で発行されている。単にポスト(the Post)とも呼ばれ、非公式にWaPo（ワポ）と略される。
ピューリッツァー賞を69回受賞しており、これは『ニューヨーク・タイムズ』紙に次いで2番目に多い受賞数である。アメリカ国内では主要新聞 (en:newspaper of record) の一つとみなされている。ポスト紙のジャーナリストは、ニーマン・フェローシップを18回、ホワイトハウス報道写真家協会賞を368回受賞している。ポスト紙は政治報道で知られており、アメリカの新聞の中で国外支局を運営している数少ない新聞の一つである。
ポスト紙は1877年に創刊した。創刊当初はオーナーが何人も変わり、経済的にも編集的にも苦しい状況が続いた。1933年に破産し競売にかけられたところを金融業者のユージン・メイヤーが買収し、評判を回復させた。その後、後継者のキャサリン・グラハムとフィル・グラハム（メイヤーの娘とその夫）が、ライバル紙を買収するなどして規模を拡大させた。
1971年、ポスト紙は政府の機密文書「ペンタゴン・ペーパーズ」を掲載し、ベトナム反戦運動に拍車をかけた。ポスト紙の記者のボブ・ウッドワードとカール・バーンスタインの取材は、ウォーターゲート事件という一大政治スキャンダルにつながり、1974年にリチャード・ニクソン大統領が辞任するに至った。　
インターネット時代についていけずに部数と広告収入は減り続け、2013年1月には人員と経費削減を毎年必須な経営難状況であった。そのため、2013年10月、グラハム家は同紙をジェフ・ベゾスが設立した持株会社ナッシュ・ホールディングスに2億5千万ドルで売却した。2022年時点でもアメリカ合衆国のリベラル派の立場を取る大手新聞である。

## 概要

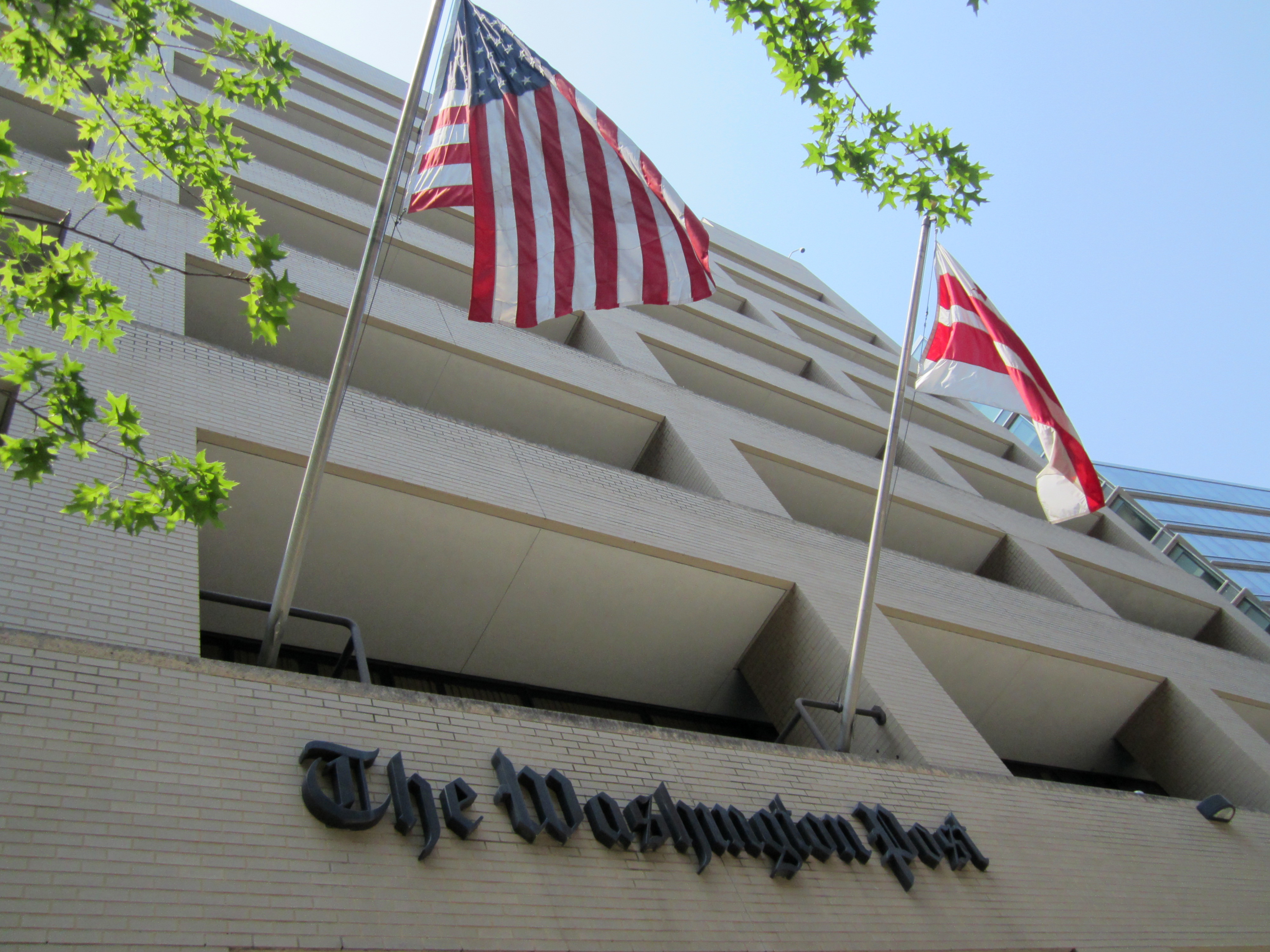
ワシントンD.C.の北西地区15番通りにあった旧本社

『ワシントン・ポスト』は、『ニューヨーク・タイムズ』、『ロサンゼルス・タイムズ』、『ウォール・ストリート・ジャーナル』と並んで、アメリカを代表する日刊紙の一つとされている。『ワシントン・ポスト』は、ホワイトハウスや連邦議会などアメリカ政府の動きを伝える政治的な報道で、その存在を際立たせてきた。
『ニューヨーク・タイムズ』や『ウォール・ストリート・ジャーナル』とは異なり、『ワシントン・ポスト』は東海岸から離れた場所で印刷版を発行していない。2009年には、発行部数の減少を理由に、その週の印刷版の記事をまとめた「ナショナル・ウィークリー・エディション」の発行を中止した。印刷版の読者の大半は、ワシントンD.C.とその近郊のメリーランド州、バージニア州北部に集中している。
同紙は、アメリカの新聞の中で国外支局を運営している数少ない新聞の一つであり、バグダッド、北京、ベイルート、ベルリン、ブリュッセル、カイロ、ダカール、香港、イスラマバード、イスタンブール、エルサレム、ロンドン、メキシコシティ、モスクワ、ナイロビ、ニューデリー、リオデジャネイロ、ローマ、東京、トロントに支局を置いている。2009年11月、ワシントンでの政治記事や地元のニュース報道に重点を置く施策の一環として、シカゴ、ロサンゼルス、ニューヨークの支局を閉鎖した。現在は、メリーランド州（アナポリス、モンゴメリー郡、プリンスジョージズ郡、メリーランド州南部）とバージニア州（アレクサンドリア、フェアファックス、ラウドン郡、リッチモンド、プリンスウィリアム郡）に支局を置いている。
新聞発行部数公査機構(ABC)によると、2013年5月現在の平日の平均発行部数は474,767部で、『USAトゥデイ』、『ウォール・ストリート・ジャーナル』、『ニューヨーク・タイムズ』、『ロサンゼルス・タイムズ』、『デイリーニューズ』、『ニューヨーク・ポスト』に次ぐ全米第7位の発行部数である。ほとんどの新聞同様、発行部数は減少しつつあるが、大都市圏の日刊紙の中では市場浸透率が最も高い。
ポスト紙は何十年もの間、ワシントンD.C北西地区15番通り1150番地にメインオフィスを構えていた。この土地は、2013年にジェフ・ベゾスのナッシュ・ホールディングスに売却された後も、グラハム・ホールディングス（旧ワシントン・ポスト・カンパニー）が保有していた。グラハム・ホールディングスは、2013年11月にこの土地を近隣の土地と共に1億5900万ドルで売却した。ポスト紙は引き続きこの土地を借りていた。2014年5月、ポスト紙は、ワシントンD.C.北西地区K通り1301番地にある高層ビル、ワン・フランクリン・スクエアの西塔を借り、2015年12月14日に新しいオフィスに移転した。

## 歴史

### 創刊と初期

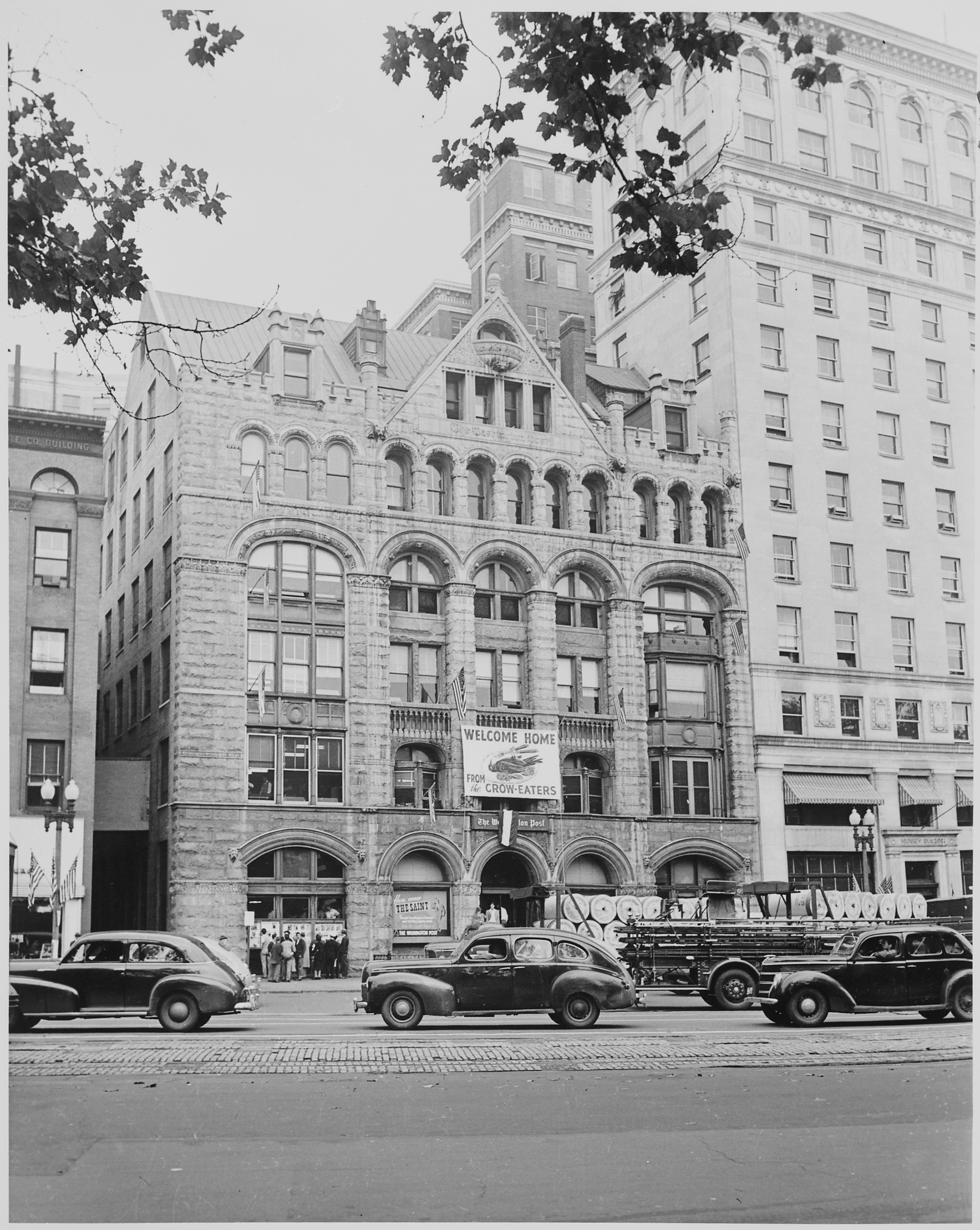
1948年当時の社屋

1877年にスティルソン・ハッチンス（1838-1912）によって創刊された。1880年には日曜版を加え、ワシントンD.C.で初の週7日発行の新聞となった。

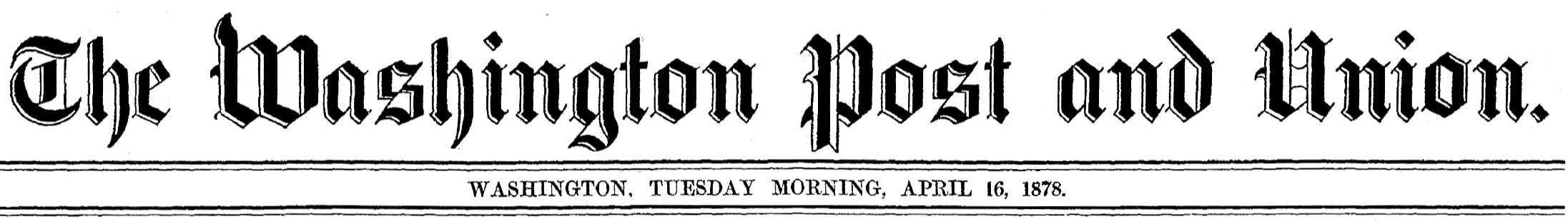
『ワシントン・ポスト・アンド・ユニオン』の題字

1878年4月、ポスト紙は創刊4か月目で、ジョン・リンチが1877年末に創刊した競合紙『ワシントン・ユニオン』を買収した。買収した時点でユニオン紙は創刊から約6か月しか経っていなかった。統合後の4月15日からは題名を『ワシントン・ポスト・アンド・ユニオン』とし、発行部数は13,000部だった。『ポスト・アンド・ユニオン』の名前は4月29日まで約2週間使用され、4月30日からは元の『ワシントン・ポスト』に戻った。
1889年、ハッチンスはポスト紙を元郵便局長のフランク・ハットンとオハイオ州の元民主党下院議員のベライア・ウィルキンスに売却した。新オーナーは、当時アメリカ海兵隊軍楽隊のリーダーだったジョン・フィリップ・スーザに、新聞社の作文コンテストの授賞式で使う行進曲の作曲を依頼した。こうして作曲されたのが『ワシントン・ポスト』であり、19世紀末のダンスブーム(dance craze)の際に流行したダンス「ツーステップ」の定番音楽となり、スーザの代表作の一つとなっている。
1893年、本社をワシントンD.C.北西地区の14番通りとE通りの角に移転し、1950年まで使用した。このビルでは、取材、広告、植字、印刷といった新聞社の機能を1つの本部にまとめ、24時間体制で運営していた。

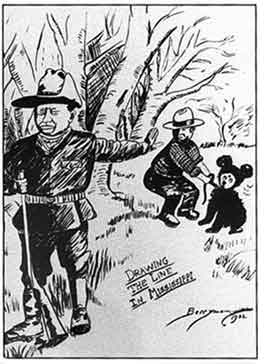
『ミシシッピで一線を画する』(Drawing the Line in Mississippi) クリフォード・K・ベリーマン画

米西戦争中の1898年、ポスト紙はクリフォード・K・ベリーマンの風刺漫画『メイン号を忘れるな』(Remember the Maine) を掲載した。この題名は、米西戦争中のアメリカ人水兵が士気を高めるための合言葉となった。1902年、ポスト紙にベリーマンの風刺漫画『ミシシッピで一線を画する』(Drawing the Line in Mississippi) が掲載された。これは、狩猟に出かけたセオドア・ルーズベルト大統領が、傷を負った子熊を仕留めず助けてやった様子を描いたもので、ニューヨークの店主モリス・ミットムがテディベアを作るきっかけとなった。
1894年、ハットンの死去に伴い、ウィルキンスがハットンの持ち分を取得した。1903年のウィルキンスの死後、その息子のジョンとロバートが2年間経営した後、1905年に『シンシナティ・エンクワイアラー』紙のオーナーのジョン・R・マクレーンに売却した。ウッドロウ・ウィルソン大統領時代に、ポスト紙はワシントンの歴史の中で「最も有名な新聞の誤植」を犯した。ウィルソン大統領が後妻のガルト夫人を「楽しませていた」(entertaining)と書くべきところを、ガルト夫人に「入っていた」(entering)と書いてしまった。
1916年にジョン・マクレーンは亡くなったが、彼は遺言で新聞社を信託した。プレイボーイとして知られる息子エドワード・"ネッド"・マクレーンが遺産を管理できるとは思えなかったからである。ネッドは裁判を起こして信託を破棄し、経営権を獲得したが、ネッドの下で新聞社の経営は傾いていった。ネッドは新聞社の利益を搾取して贅沢な生活をし、自身の政治主張のために新聞を利用した。最終的に、ポスト紙を発行するワシントン・ポスト・カンパニーは、世界恐慌中の1933年に破産し、競売にかけられた。
1919年に全米各地で起きた人種暴動事件「赤い夏」において、ポスト紙は白人の暴徒を支持し、白人の軍人が黒人のワシントン市民への攻撃を実行するための集会の場所を一面に掲載したこともあった。

### メイヤー＝グラハム時代
1929年、金融家のユージン・メイヤーは、秘密裏に500万ドルでポスト紙の買収を提案したが、ネッド・マクレーンに断られた。1933年6月1日、メイヤーは連邦準備制度理事会 (FRB) 議長を退任した3週間後に、競売にかけられていたワシントン・ポスト・カンパニーを82万5千ドルで落札した。匿名で入札していたメイヤーは、他の入札者よりもはるかに高い200万ドルを入札のために用意していた。他の入札者の中には「新聞王」ウィリアム・ランドルフ・ハーストもいた。ハーストは以前から、自身が経営するワシントンの新聞社を有利にするために、経営不振のポスト紙を買収して廃刊にしようと目論んでいた。
その後、メイヤーはポスト社の健全性と評判を回復させ、ハーストの新聞社にも勝利した。ハーストが保有していた『ワシントン・タイムズ』と『ワシントン・ヘラルド』は、1939年に合併して『ワシントン・タイムズ＝ヘラルド』となった後、1954年にポスト社に買収され、ポスト紙に吸収された。合併後、題字には『ワシントン・ポスト・アンド・タイムズ＝ヘラルド』(The Washington Post and Times-Herald) と書かれていたが、段々「アンド・タイムズ＝ヘラルド」の表記が小さくなり、1973年には消滅した。この合併により、ポスト紙の競合紙は『ワシントン・スター』と『ワシントン・デイリー・ニュース』の2紙のみとなり、両者は1972年に合併して『ワシントン・スター・ニュース』になった。

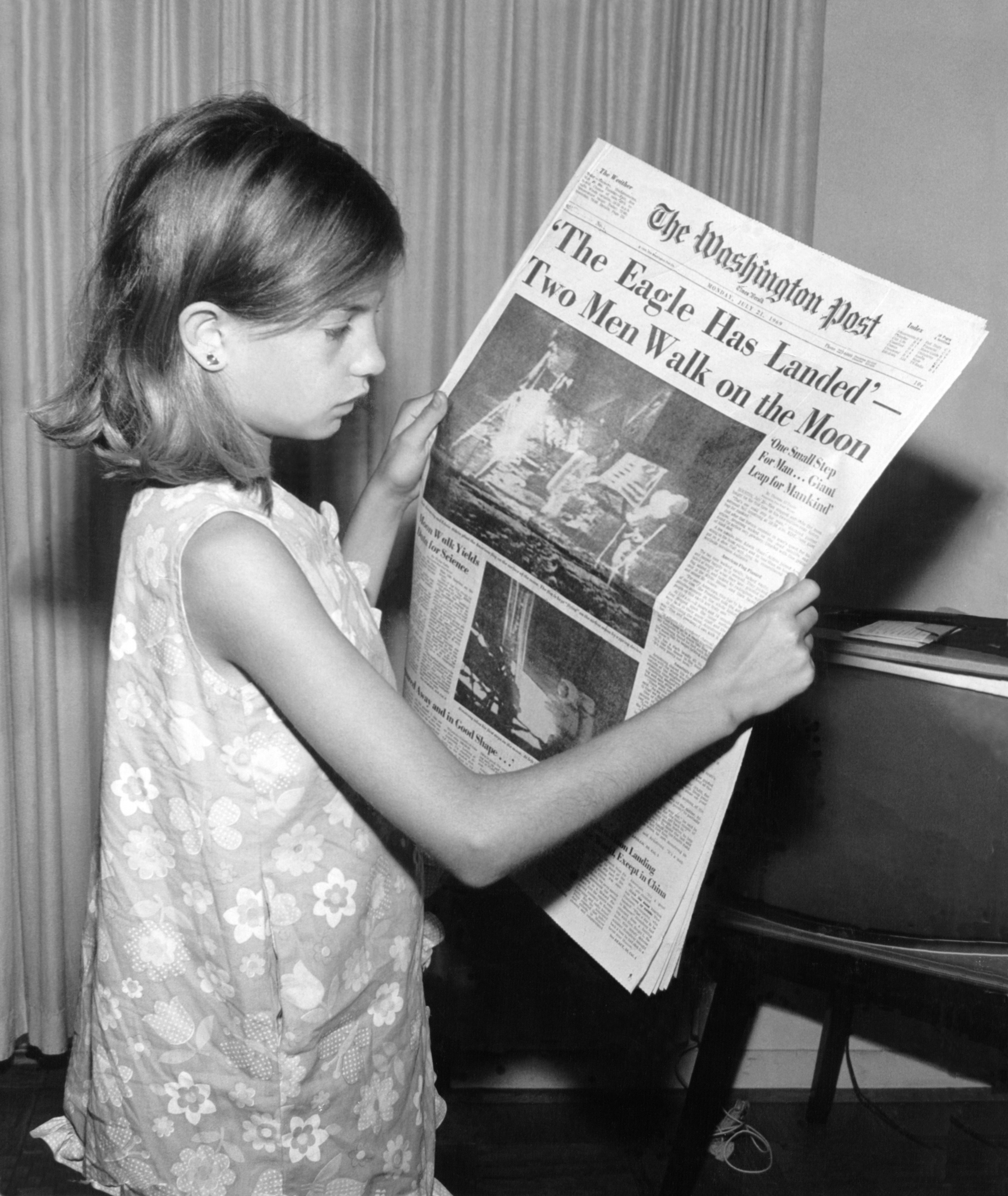
『ワシントン・ポスト』を読む少女（1969年撮影）。記事はアポロ11号の月面着陸に関するもの。

1946年、メイヤーが初代世界銀行グループ総裁に就任するに当たり、新聞の発行者の職を女壻のフィル・グラハムに継承させた。メイヤーは世銀総裁を半年で辞任し、ポスト社の会長となったが、発行者はフィル・グラハムのままとした。1948年に実質的な支配権をフィル・グラハムとその妻でユージン・メイヤーの娘のキャサリン・グラハム（1917-2001）に譲り、1959年のメイヤーの死後、フィル・グラハムが社長兼会長に就任した。フィル・グラハムは、ポスト紙を全国的な新聞に成長させ、ポスト社を他の新聞社やラジオ局、テレビ局を所有するまでに拡大させたが、1963年に自殺した。
1963年のフィル・グラハムの死後、ポスト社の経営権は妻のキャサリン・グラハムに引き継がれた。それまでに、アメリカの出版社でこのような高い地位に就いた女性はおらず、キャサリン・グラハムには手本となる人物がいなかった。また、多くの男性社員からは軽く見られることが多かった。キャサリン・グラハムは、自分の知識に対する自信のなさと不信感を回顧録に記している。キャサリン・グラハムは、ポスト紙の発行者を1969年から1979年まで務め、1973年から1991年まで社長を、1999年から亡くなる2001年まで会長を歴任した。
1971年6月15日、ポスト社は株式の一部を公開し、ニューヨーク証券取引所に上場した。1株あたり26ドルで129万4千株が公開された。グラハムがCEOとして在任した1991年の終わりには、1株あたり888ドルの価値を持つようになっていた。
グラハムはポスト社の事業を多角化し、1984年には4000万ドルで教育・研修会社のカプランを買収した。その20年後、カプラン社の収益は新聞を上回るようになり、2010年には会社全体の収入の60%以上がカプラン社からのものとなっていた。
グラハムは、ベン・ブラッドリーをポスト紙の編集長として雇った。ブラッドリー編集長の下で、若手記者のボブ・ウッドワードとカール・バーンスタインは、長期の取材により、1972年にワシントンのウォーターゲート複合施設にあった民主党全国委員会のオフィスへの侵入事件の真相を解明していった。この記事は、最終的にリチャード・ニクソン大統領の辞任へとつながるウォーターゲート事件に発展し、1973年にピューリッツァー賞を受賞した。
1972年、ピューリッツァー賞を受賞した評論家、ウィリアム・マクファーソンを初代編集長に迎え、「ブックワールド」というコーナーをスタートさせた。ジョナサン・ヤードリーやマイケル・ディルダなどの批評家が登場し、ディルダはポスト紙の批評家としてのキャリアを確立した。2009年、「ブック・ワールド」は、読者の大きな反発と抗議を受けて2月15日を最後に廃止された。
1975年、印刷工の労働組合がストライキ (1975–1976 Washington Post pressmen's strike) を起こした。ポスト社は他の印刷工を雇って発行を継続し、組合員は1976年2月に現場に復帰した。
1979年、キャサリンの息子のドナルド・E・グラハムが発行者の職を継承し、2000年まで務めた。　
冷戦終結以降
1995年、washingtonpost.comというドメイン名を取得した。同年、"Digital Ink"というオンラインニュースリポジトリを作ろうとして失敗し、翌年に閉鎖された。1996年6月に最初のウェブサイトが開設された。
インターネット普及による低迷
インターネット普及の影響で部数と広告収入は減り続け、2013年1月には新聞事業の営業収入は2007度比で44%減少というあらゆるコスト削減を毎年続けなければならない状厳しい状況であった。同月に就任した新しい編集主幹が経営不振であるワシントン・ポストの編集部門の改革を行い、電子版購読者数を大きく増やした。

### 売却以降・ベゾス時代

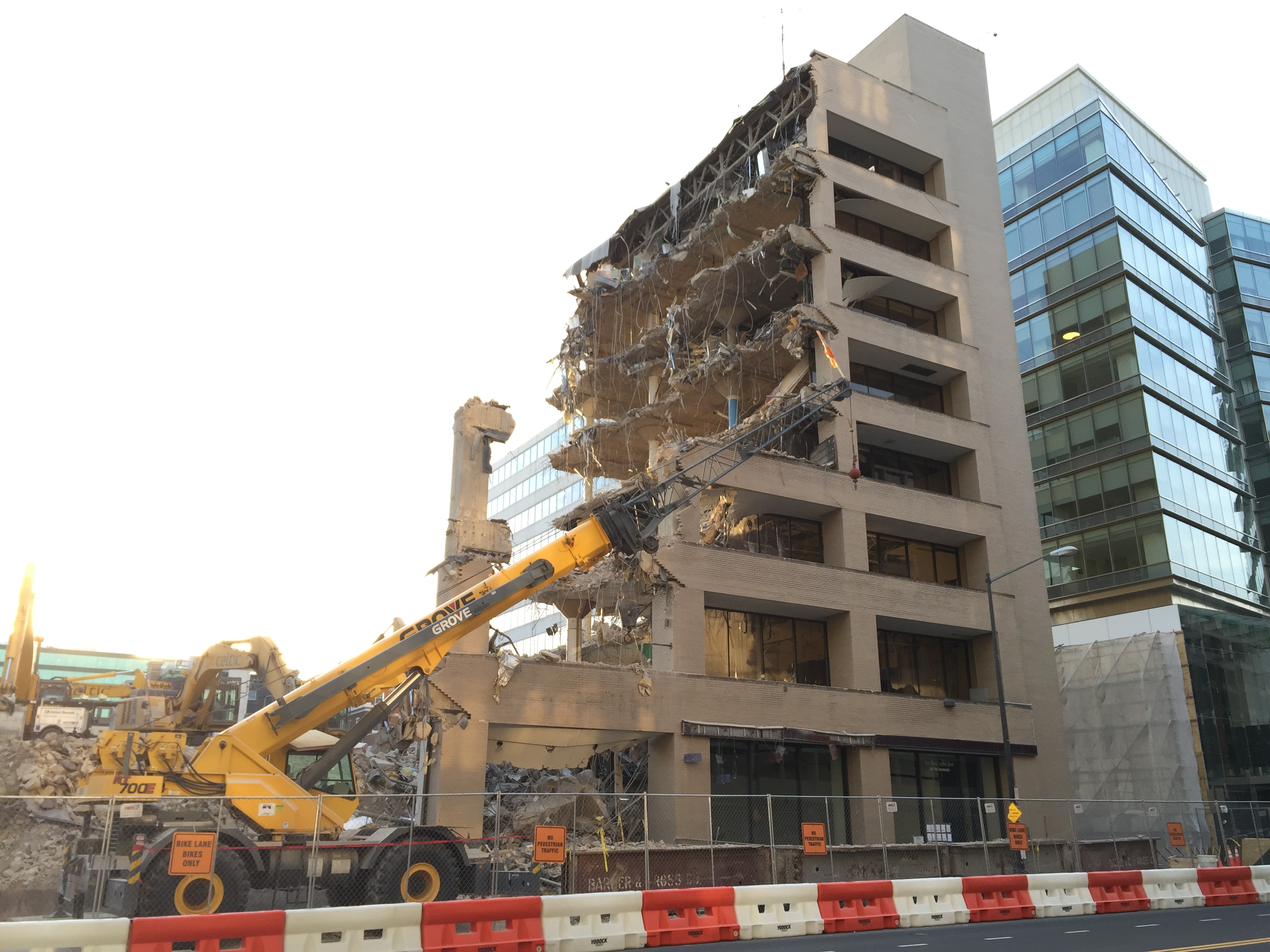
2016年4月、15番通りの旧本社ビルの解体

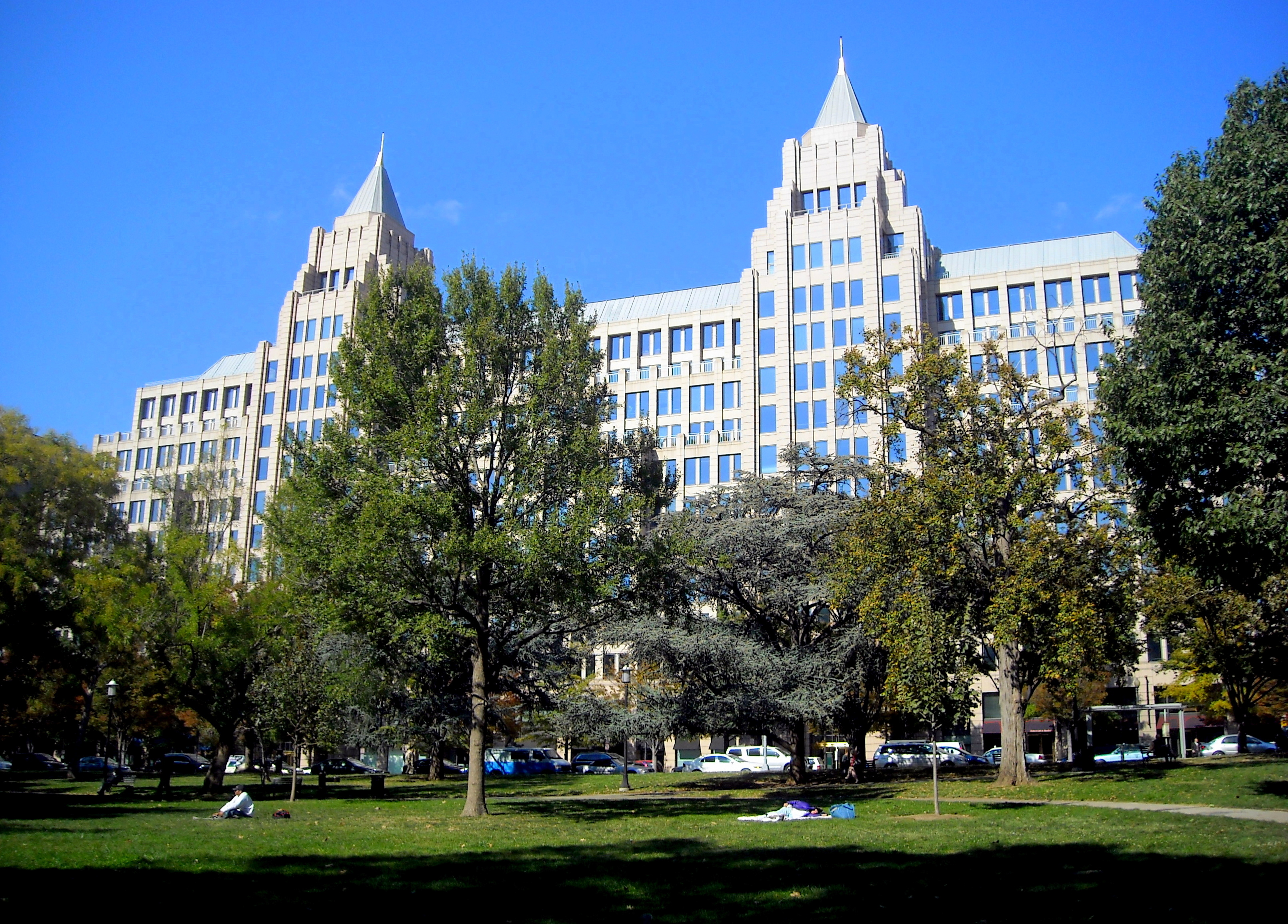
現在の本社が入居するワン・フランクリン・スクエア

同編集主幹就任8ヶ月後に、2013年8月5日、ワシントン・ポスト・カンパニーは、ワシントン・ポストを含む同社の新聞事業を2億5千万ドルでAmazon.com創業者のジェフ・ベゾスに売却すると発表した。同年10月1日に取引が完了し、ワシントン・ポスト（WP Company LLC）はベゾスの個人投資会社であるナッシュ・ホールディングスLLCの傘下になった。この買収には、他の地方出版物、ウェブサイト、不動産も含まれていた。一方で、ポスト社のテレビ事業、教育事業（カプラン社）、一部の出版事業、医療事業などのその他の資産は本取引には含まれない。新聞事業を売却したワシントン・ポスト・カンパニーは、同年11月29日付でグラハム・ホールディングス・カンパニー（NYSE: GHC）に改称した。
この買収にAmazon.comは関与しておらず、ポスト紙を含むナッシュ・ホールディングスはAmazon.comとは別に運営されている。ベゾスは、「ポスト紙を読むという「日々の儀式」を、単に個々の記事の連続ではなく、束ねて読む」ことを再現するビジョンを持っていると述べている。ベゾスは、編集長のマーティン・バロンと2週間に一度電話会議を行う程度であり、「ハンズオフ（口出ししない）・オーナー」と評されている。ベゾスは、オンライン・ニュースメディア「ポリティコ」の創業者でCEOのフレッド・ライアンを発行者兼CEOに任命した。これは、ポスト紙をよりデジタルに特化し、全米および全世界の読者に向けて発信していくというベゾスの意図を示すものである。
2014年、ポスト紙は15番通り1150番地から3ブロック先のK通りにあるワン・フランクリン・スクエアの賃貸スペースに移転することを発表した。
ポスト紙はオンラインのパーソナル・ファイナンス部門を立ち上げ、レトロをテーマにしたブログやポッドキャストを開始した。ポスト紙は2020年のウェビー賞を受賞した。

## 政治的姿勢・社説

### 1933年以降
破産したポスト紙を金融家のユージン・メイヤーが1933年に買収した時、メイヤーは「どの政党にも属さない」と世間に宣言した。しかし、有力な共和党員であるメイヤーは、フランクリン・ルーズベルトのニューディール政策に反対しており、それがポスト紙の論調や報道内容に影響を与えていた。メイヤーは偽名を使ってポスト紙に寄稿することもあった。メイヤーの妻のアグネス・E・メイヤーは、政治的には反対の立場のジャーナリストだった。ポスト紙は、彼女の個人的な友人であるジョン・デューイやソウル・アリンスキーへの賛辞を含む、アグネスの作品を多く掲載した。
ユージン・メイヤーの後継の発行者となったフィル・グラハムとキャサリン・グラハムは、ジョン・F・ケネディ、ベン・ブラッドリーを始めとする「ジョージタウンセット」（大半がハーバード大学卒業生）と親交を深め、ポスト紙の政治的方向性を決定づけていった。キャサリン・グラハムがジョージタウンで開催した晩餐会の招待者には、イギリスの外交官でソ連のスパイのドナルド・マクリーンが含まれていた。　
冷戦開始以降・「ポトマック河畔のプラウダ」時代
「マッカーシズム」というマッカーシーの共産主義者・スパイ告発活動を批判する言葉が初めて使われたのは、1950年にワシントンポスト紙に掲載されたハーブロックの風刺漫画だった。この漫画は、ジョセフ・マッカーシー上院議員を揶揄したもので、バケツに入ったタールが描かれている。マッカーシー上院議員は、下院非米活動委員会(HAUC)がアメリカ国内のソ連のスパイ活動を調査のためにやってきたことを、上院でもやろうとしていた。著名な友人の多かったローゼンバーグ夫妻摘発以降に強まった批判でマッカーシーは失脚したが、冷戦終結後にベノナ文書が公表された後はマッカーシーの告発が正しかったこと、ソ連のスパイやシンパはマッカーシーの告発以上に大規模であったことが確定し、マッカーシーは再評価されている。
フィル・グラハムとジョン・F・ケネディの友情は、1963年に2人が亡くなるまで続いた。初代FBI長官のジョン・エドガー・フーヴァーは、新大統領のリンドン・ジョンソンに対し、「私はポスト紙を読まないので、その影響はあまりない。私はポスト紙を『デイリー・ワーカー』のようなものだと思っている」と言ったと伝えられている。
1968年にベン・ブラッドリーが編集主幹に就任し、1969年にはキャサリン・グラハムが正式に発行者となり、ペンタゴン・ペーパーズやウォーターゲート事件などの積極的な報道への道が開かれた。1971年、ポスト紙は、FBIから盗まれたFBIの違法な監視活動をが記載された記録書類「ペンタゴン・ペーパーズ」の内容を、『ロサンゼルスタイムズ』『ニューヨーク・タイムズ』が掲載を見送る中で掲載した。これは、ベトナム戦争に対する国民の反発につながった。
1970年代半ばには、報道と社説の両方で左翼的な偏向が見られるとして、保守派の一部がポスト紙を「ポトマック河畔のプラウダ」(Pravda on the Potomac) とアメリカ合衆国国内のポトマック川付近に本社のあるソ連共産党の機関誌「プラウダ」のようだ、と皮肉った呼称をつけた。それ以来、リベラル派と保守派の両方のワシントンポスト紙の批判者によって、冷戦下でこの呼称が使われていた。

### 冷戦終結以降
PBSのドキュメンタリー番組"Buying the War"において、ジャーナリストのビル・モイヤーズは、イラク戦争勃発前年の2002年、ポスト紙の社説でブッシュ政権のイラク侵攻の野望を支持するものが27本あったと述べた。ポスト紙の国家安全保障特派員のウォルター・ピンカスは、政権に批判的な報道をやめるように命じられたと述べている。作家・ジャーナリストのグレッグ・ミッチェルは、「戦争前の数か月間、ポスト紙は140以上の戦争推進の記事を一面に掲載し、その反対の情報は失われたと、ポスト社自体が認識している」と述べた。
2007年3月26日、クリス・マシューズは自身のテレビ番組で、「ワシントンポストはリベラルな新聞ではないよ、下院議員さん、言っておくけど。私は何年も読んでいるが、あれはネオコンの新聞だ」と述べた。ポスト紙は、左派のコラムニスト（E・J・ディアン、ダナ・ミルバンク、グレッグ・サージェント、ユージン・ロビンソンなど）と右派のコラムニスト（ジョージ・ウィル、マーク・ティーセン、マイケル・ガーソン、チャールズ・クラウトハマーなど）の双方の論説記事を定期的に掲載している。
イェール大学のアラン・ガーバー、ディーン・カーラン、ダニエル・バーガンが2007年4月18日に発表した研究では、メディアが投票パターンに与える影響を調べるために、保守的な『ワシントン・タイムズ』とリベラルな『ワシントン・ポスト』のどちらかを市民に購読させた。ガーバーはこれまでの研究で、ポスト紙はタイムズ紙と同じくらい左に傾いていると推定していた。ガーバーは、ポスト紙を購読した人たちは、対照群に割り当てられた人たちよりも民主党の知事候補に投票する可能性が7.9%ないし11.4%高いことを発見した。しかし、タイムズ紙を購読した人たちも、対照群よりも民主党に投票する可能性が高く、その効果はポスト紙について推定された効果の約60%だった。著者らは、保守寄りのタイムズ紙の購読者も民主党候補を支持する率が高くなったのは、民主党候補が通常よりも保守寄りの立場をとっていたことや、選挙後の調査の前月はブッシュ大統領にとって困難な時期であり、全米で総合的な支持率が約4ポイント低下していたことに加え、サンプリングエラーが影響している可能性があるとした。その上で、両紙の報道に触れる機会が増えたことで、イデオロギーの違いはあっても、世論が共和党から離れていったと考えられると述べた。
2007年11月、独立系ジャーナリストのロバート・パリーは、反オバマ派のチェーンメールを報道した際に、匿名の主張が虚偽であることを読者に十分に強調しなかったとしてポスト紙を批判した。2009年、パリーは、アル・ゴア副大統領やバラク・オバマ大統領を含むリベラル派の政治家を不当に報道したとして、同紙を批判した。
2008年の大統領選挙に向けての同紙の報道に対する批判に対して、ポスト紙の元オンブズマンのデボラ・ハウエルは「［ポスト紙の］論説ページには強い保守派の声があり、編集委員会には中道派と保守派が含まれ、オバマに批判的な社説もあった。しかし、意見は依然としてオバマに偏っていた」と書いた。リチャード・デイビスが2009年に刊行したブログがアメリカ政治に与える影響についての著書によると、リベラルなブロガーは他の主要新聞よりも『ワシントン・ポスト』や『ニューヨーク・タイムズ』にリンクすることが多いが、保守的なブロガーもリベラルな新聞に優位にリンクしているという。
2013年6月より、元CIA職員のエドワード・スノーデンから託されたNSAの機密資料に基づき、多数の記事を掲載した。2014年4月、NSAの極秘情報収集活動「PRISM」の告発・調査報道が評価され、ピューリッツァー賞の公益部門金賞を受賞した。2016年9月中旬、『フォーブス』誌のマシュー・イングラムは、「スノーデンが、スパイ容疑で裁判を受けることを要求した」とポスト紙を批判し、『ザ・インターセプト』のグレン・グリーンウォルドと『ガーディアン』のトレバー・ティムもそれに同調した。
2017年、ポスト紙はスローガンを「民主主義は暗闇の中で死ぬ」(Democracy Dies in Darkness) とし、公式ウェブサイトのみでなく、今後紙面などでも掲げていくことを発表した。このスローガンはそれ以前から編集部内で使われていたものである。
2011年以降、ポスト紙は「ファクト・チェッカー」(The Fact Checker) というコラムを掲載している。ファクト・チェッカーはGoogleから25万ドルの助成金を受け、動画によるファクトチェックの制作を行っている。2017年以降は、ポインター研究所の国際ファクトチェックネットワークのメンバーにほぼ毎年認定されている。
2022年7月11日に日本以外の世界の民主主義国家・先進国の政権支持率が不安定な状況にあるため、「民主的な日本の軍事力の正当性を支持すべきである。憲法改正案は、日本が陸海空軍を保有するという既に現実となっているものを合法化するだけのものである」「21世紀の日本は国際社会で信頼できる一員であり、ロシアのウクライナ侵攻以前よりも世界の安全保障への貢献が必要になってくる」「安倍元首相はあまりにも早く逝ってしまった。日本や世界に与えたインパクトは忘れてはならない」という内容の「日本よ、改憲してくれ」という社説を出した。

#### 政治的支持
ポスト紙の編集委員会は、連邦、州、地方の選挙の大部分で民主党候補を支持している。ポスト紙編集委員会の支持決定は、編集室の運営とは別のものである。1976年まで、ポスト紙は大統領選挙で支持を表明することはなかった。1976年にジミー・カーターを支持して以来、ポスト紙は大統領選挙で民主党を支持しており、共和党の候補者を支持したことはない。1988年の大統領選挙（ジョージ・H・W・ブッシュ対マイケル・デュカキス）では支持表明をしなかった。編集委員会は、2008年と2012年はバラク・オバマ、2016年はヒラリー・クリントン、2020年はジョー・バイデンを支持した。2024年はオーナーとなったジェフ・ベゾスの政治的中立化を図る意向により、民主党候補カマラ・ハリスへの支持表明を見送ったため民主党支持層に失望が広がり、電子版契約者の1割超に発生する30万人が解約した。
ポスト紙は、連邦議会、州、地方の選挙では主に民主党候補を支持しているが、共和党候補を支持することも時折ある。バージニア州知事選挙で共和党候補を支持したことは一度もないが、2006年のメリーランド州知事のロバート・アーリックの2期目の選挙のときには共和党のアーリックを支持した。上院議員選挙では、バージニア州選出の共和党上院議員ジョン・ウォーナーを1990年、1996年、2002年に支持している。メリーランド州では、1980年代にチャールズ・マティアス上院議員を支持したのが、最後の共和党候補の支持である。下院議員選挙では、バージニア州やメリーランド州の穏健派共和党員であるウェイン・ギルクレスト、トム・デイビス、フランク・ウルフなどがポスト紙の支持を受けた。ポスト紙はワシントンD.C.の一部の選挙でキャロル・シュワルツなどの共和党員を支持したこともある。

## 批判と論争

### 「ジミーの世界」捏造記事事件
1980年9月、ポスト紙の日曜版一面に、ジャネット・クック記者の取材による8歳のヘロイン中毒者の生活を紹介する特集記事「ジミーの世界」(Jimmy's World)が掲載された。ポスト紙内にもこの記事の信憑性を疑う声はあったが、編集部はこの記事を擁護し、副編集長のボブ・ウッドワードはこの記事をピューリッツァー賞に応募した。クックはこの記事で1981年4月13日にピューリッツァー賞 特集記事部門を受賞した。その後、この記事が完全な捏造であることが判明し、ピューリッツァー賞は返上された。

### 個人的な「サロン」での勧誘
2009年7月、バラク・オバマ政権下での医療制度改革をめぐる激しい議論が行われている時期、ポリティコは、ある医療ロビイストがポスト紙の医療関連の編集スタッフからの接触を受けたと報じた。ポスト紙発行者のキャサリン・ウェイマスは、私邸でディナーパーティーやサロンを計画し、著名なロビイストや業界団体のメンバー、政治家、実業家を招待していた。参加者には、サロン1回のスポンサー料として2万5千ドル、11回で25万ドルが請求され、イベントは一般市民やポスト紙以外の報道機関には非公開とされていた。ポリティコの報道は、「ポスト紙のスタッフとの交流を目的としたパーティ」という印象を与え、ワシントンではやや複雑な反応があった。
報道の直後、ウェイマスはサロンを中止した。ホワイトハウス法律顧問のグレゴリー・B・クレイグは、連邦倫理規定により、このようなイベントには事前の承認が必要であることを関係者に伝えた。このサロンの「ホスト兼ディスカッションリーダー」の一人として名前が挙がっていたポスト紙編集主幹のマーカス・ブラウチュリは、この計画に「愕然とした」(appalled)と述べ、「ワシントン・ポストのジャーナリストへの接触が買収可能であることを示唆している」と付け加えた。

### 『チャイナデイリー』からの広告付録の提供
ポスト紙は2011年から、中国共産党中央宣伝部が所有する英字新聞『チャイナデイリー』が提供する「チャイナ・ウォッチ」の広告付録を印刷版とオンライン版に掲載するようになった。オンライン版「チャイナ・ウォッチ」のヘッダーには、"A Paid Supplement to The Washington Post"（ワシントン・ポストへの有料広告）と告知が一応されていたが、『アトランティック』誌のジェームス・ファローズは、ほとんどの読者はこの告知に気が付かないだろうと指摘している。ポスト紙を始めとする世界の複数の新聞社に配布された「チャイナ・ウォッチ」の広告付録は、4ページから8ページで、月1回以上掲載されている。『ガーディアン』紙の2018年の報道によると、「チャイナ・ウォッチ」は「教則的で旧態依然としたプロパガンダの手法」を用いているという。
2020年のフリーダム・ハウスによるレポート"Beijing's Global Megaphone"でも、「チャイナ・ウォッチ」を配信しているポスト紙などの新聞社が批判されている。同年2月、連邦議会の共和党議員35名は司法省に書簡を送り、『チャイナ・デイリー』による外国代理人登録法(FARA)違反の可能性について調査を求めた。書簡では、ポスト紙に掲載された記事"Education Flaws Linked to Hong Kong Unrest"（香港の騒乱につながる教育の欠陥）を、「香港での弾圧への支持など、中国の残虐行為の隠れ蓑となる記事」の一例として挙げている。『ガーディアン』によると、ポスト紙は2019年までに「チャイナ・ウォッチ」の掲載を中止した。

### 従業員の給与・福利厚生
1986年、クラウディア・レヴィらポスト紙の5人の従業員が、ポスト社が予算上残業代を認めていないと主張していたとして、残業代の支払いを求めてポスト社を提訴した。
2018年6月、ポスト紙の400人以上の従業員が、オーナーのジェフ・ベゾスに対し「公正な賃金、退職・家族休暇・健康管理のための公正な福利厚生、および公正な雇用保障」を要求する公開書簡に署名した。この公開書簡には、従業員の証言ビデオが添付されており、ポスト紙の購読者数が記録的に伸びているにもかかわらず、「衝撃的な給与慣行」が行われており、給与は週に平均10ドル上昇しているが、これはインフレ率の半分以下だと主張している。ポスト紙の労働組合と経営陣の間での給与や福利厚生をめぐる交渉が1年にわたって不調に終わっていたため、この請願が実施された。

### コビントン・カトリック高校の生徒による訴訟
2019年、コビントン・カトリック高等学校の生徒、ニック・サンドマン(Nick Sandmann)は、同年1月に起きたコビントン高校の生徒と先住民族の行進とのリンカーン記念館での対立に関するポスト紙の記事で名誉を毀損されたとして、ポスト社を訴えた。同年10月、連邦判事は、サンドマンが名誉毀損であると主張したポスト紙の33の記述のうち30は名誉毀損ではないと判断し、訴訟を却下したが、サンドマンが訴状を修正して再提出することを認めた。サンドマンの弁護士が訴状を修正した後、同年10月28日に訴訟が再開された。判事は、訴状の対象となったポスト紙の33の記述のうち30は名誉毀損ではないとする先の判決を支持したが、「（サンドマンが）ネイサン・フィリップスを『ブロック』し、『退却を許さない』と述べている」とした3つの記述については、さらなる検討が必要であることに同意した。2020年7月24日、ポスト社はサンドマンと和解した。和解金の額は公表されていない。

### 物議を醸した論説やコラム
ポスト紙の論説やコラムの中には、批判を招いたものがいくつかある。コラムニストのリチャード・コーエンの長年にわたる人種に関するコメントや、2014年の大学での性的暴行に関するジョージ・ウィルのコラムなどである。ポスト紙がイエメンのフーシの指導者であるムハンマド・アリ・アル・フーシの論説を掲載したことは、一部の活動家から、「イランが支援する反欧米・反ユダヤ主義のグループに主張の場を提供した」という理由で批判された。ポスト紙のコラムニスト、ダナ・ミルバンクは、物議を醸している金融家ジョージ・ソロスをあからさまに皮肉を込めて攻撃した。ポスト紙のコラムニスト、ジョナサン・ケープハートは、デモに参加しているバーニー・サンダースの写真は実際のサンダースではないと主張した。本当にサンダースであることを確認する追加写真を写真家が発表しても、ケープハートもポスト紙も主張を撤回しなかった。

### 選挙選出者からの批判
ドナルド・トランプ元大統領は、自身のTwitterアカウントでポスト紙をフェイクニュースだなどと繰り返し非難しており、2016年の大統領選開始から2018年8月までに、20回以上もAmazon.comに絡めて同紙への批判をツイートまたはリツイートしていた。トランプは、同紙自体を攻撃するだけでなく、Twitterでポスト紙のジャーナリストやコラムニストも非難していた。2019年10月27日までに、ホワイトハウスは全ての連邦政府機関に対しポスト紙の購読停止を求めたと発表した。
2020年の民主党大統領予備選挙で、バーニー・サンダース上院議員は、ポスト紙が自身の選挙戦に関して偏向報道をしており、これはベゾスによる同紙の買収が原因だとして、繰り返し批判した。サンダースは、社会主義雑誌『ジャコビン』や進歩的ジャーナリスト監視団体「フェアネス・アンド・アキュラシー・イン・レポーティング」に対しても批判した。ポスト紙の編集主幹マーティン・バロンは、サンダースの批判は「根拠がなく、陰謀に満ちている」と反論した。

### 化石燃料の宣伝広告
ザ・インターセプト、ネイション、DeSmogの共同調査で、ポスト紙は化石燃料業界の宣伝広告を掲載している大手メディアの1社であることが判明している。ポスト紙の気候変動報道を担当するジャーナリストは、気候変動を引き起こし、対策を妨害した企業・業界との利益相反により、気候変動に関する報道の信頼性が低下し、読者が気候危機を軽視するようになることを懸念している。国際連合事務総長のアントニオ・グテーレスは、激化する地球温暖化を受けて、ポスト紙をはじめとする大手メディアに化石燃料業界の広告掲載（グリーンウォッシングへの協力）をやめるよう警告している。

### 日本関連
1993年、皇太子徳仁親王と小和田雅子の結婚決定に関して、ポスト紙は報道協定や記者クラブに縛られない外国報道機関であったため、ポスト紙の日本人記者東郷茂彦がスクープとして報じ、報道協定が事実上無効になった。
2007年、従軍慰安婦問題について、日本国政府の責任を否定し、アメリカ合衆国下院121号決議の全面撤回を要求する意見広告"THE FACTS"が掲載された。日本の保守派の主張を広めることができたとする意見や、かえってアメリカ合衆国下院の同決議を早める結果となったという意見があるなど、評価は分かれている。
2010年の核セキュリティ・サミットに関連した記事で、鳩山由紀夫を"loopy"（愚か、変わり者）や「最大の敗者」と厳しく批判した。

## 登場したフィクション作品
1976年の映画『大統領の陰謀』(All the President's Men) は、ウォーターゲート事件を調査したポスト紙の2人の記者を主人公としている。
2017年の映画『ペンタゴン・ペーパーズ/最高機密文書』(The Post) は、「ペンタゴン・ペーパーズ」の内容を暴露したポスト紙の発行者キャサリン・グラハムと編集主幹のベン・ブラッドリーを主人公としている。

## 歴代の役員・編集者
所有者
1. スティルソン・ハッチンス（英語版）（1877年 - 1889年）
2. フランク・ハットン（英語版）、ベライア・ウィルキンス（英語版）（1889年 - 1905年）
3. ジョン・R・マクレーン（英語版）（1905年 - 1916年）
4. エドワード・"ネッド"・マクレーン（英語版）（1916年 - 1933年）
5. ユージン・メイヤー（1933年 - 1948年）
6. ワシントン・ポスト・カンパニー（1948年 - 2013年）
7. ナッシュ・ホールディングス（2013年 - ）

発行者
1. スティルソン・ハッチンス（英語版）（1877年 - 1889年）
2. ベライア・ウィルキンス（英語版）（1889年 - 1905年）
3. ジョン・R・マクレーン（英語版）（1905年 - 1916年）
4. エドワード・"ネッド"・マクレーン（英語版）（1916年 - 1933年）
5. ユージン・メイヤー（1933年 - 1946年）
6. フィル・グラハム（1946年 - 1961年）
7. ジョン・W・スウィーターマン（英語版）（1961年 - 1968年）
8. キャサリン・グラハム（1969年 - 1979年）
9. ドナルド・E・グラハム（1979年 - 2000年）
10. ボーファレー・ジョーンズ・ジュニア（英語版）（2000年 - 2008年）
11. キャサリン・ウェイマス（英語版）（2008年 - 2014年）
12. フレッド・ライアン（英語版）（2014年 - ）

編集主幹
1. ジェームズ・ラッセル・ウィギンズ（英語版）（1955年 - 1968年）
2. ベン・ブラッドリー（1968年 - 1991年）
3. レオナルド・ダウニー・ジュニア（英語版）（1991年 - 2008年）
4. マーカス・ブラウチュリ（英語版）（2008年 - 2012年）[175]
5. マーティン・バロン（英語版）（2012年 - 2021年）[176]
6. サリー・バズビー（英語版）（2021年 - ）[177]

## 著名な編集スタッフ
- ミシェル・ド・アデル（英語版） - 風刺漫画家[178]
- デイビット・イグネイシャス（英語版） - コラムニスト[179]
- デヴィッド・ウィーゲル（英語版）[180]
- ジョージ・ウィル（英語版） - コラムニスト[181]
- レアナ・ウェン（英語版） - コラムニスト[182]
- ロバート・コスタ（英語版） - 記者[183]
- ミシェル・シングルタリー（英語版） - 個人ファイナンスコラムニスト[184]
- ダナ・スミス（英語版） - フォトジャーナリスト[185]
- カルーン・デミルチャン（英語版） - 記者[186]
- デイビット・ナカムラ（英語版） - 記者[187]
- アシュリー・パーカー（英語版）[188]
- キャサリン・パーカー（英語版） - コラムニスト[189]
- アラン・バース - 論説委員
- フレッド・ハイアット（英語版） - 論説ページを統括する編集長[190]
- シェーン・ハリス（英語版） - 記者[191]
- ダン・バルツ（英語版） - 特派員[192]
- フィリップ・バンプ - 国内特派員[193]
- デイビット・ファーレントホルド（英語版） - 記者[194]
- ルース・マーカス（英語版） - 社説担当者[195]
- ダナ・ミルバンク（英語版） - コラムニスト[196]
- フィリップ・ラッカー（英語版）[197]
- キャサリン・ランペル（英語版） - コラムニスト[198]
- ジェニファー・ルービン（英語版） - コラムニスト[199]
- キャロル・D・レオニグ（英語版）[200]
- ユージン・ロビンソン（英語版） - コラムニスト[201]